# Agrias fochi
Agrias fochi är en fjärilsart som beskrevs av Le Moult 1931. Agrias fochi ingår i släktet Agrias och familjen praktfjärilar. Inga underarter finns listade i Catalogue of Life.